# 武家庄乡
武家庄乡是中国陕西省榆林市府谷县下辖的一个乡。

## 行政区划
武家庄乡下辖以下行政区：
武家庄村、川头村、丰山村、郭家峁村、杨塔则村、苏家山村、郭家崖尧村、南庄村、郝家塔村、李家庄村、王家崖尧村、见虎墕村、高庄则村、南沟村、贾家沟村、边家寨村